# فاوستو رويز
فاوستو رويز (بالإسبانية: Fausto Ruiz)‏ (25 أبريل 1985 بمدينة سان لويس بوتوسي في المكسيك - ) هو لاعب كرة قدم مكسيكي في مركز الهجوم. لعب مع أتليتكو سان لويس.

## وصلات خارجية
- فاوستو رويز على موقع قاعدة بيانات كرة القدم.إي يو (الإنجليزية)
- فاوستو رويز على موقع Soccerway.com (الإنجليزية)